# Corpulentoepalpus rufus
Corpulentoepalpus rufus är en tvåvingeart som beskrevs av Townsend 1927. Corpulentoepalpus rufus ingår i släktet Corpulentoepalpus och familjen parasitflugor. Inga underarter finns listade i Catalogue of Life.